# Ronde van Frankrijk 2016/Zeventiende etappe
De zeventiende etappe van de Ronde van Frankrijk 2016 werd verreden op woensdag 20 juli 2016 van Bern naar Finhaut Emosson. Het parcours lag volledig op Zwitsers grondgebied.

## Parcours
Het was een bergrit met twee beklimmingen van derde categorie, één van eerste en één buiten categorie met aankomst bergop naar het Lac d'Emosson. Bij Martigny was een tussensprint.

## Verloop
Niet lang na de start was er een valpartij waarbij Gorka Izagirre ernstig geblesseerd raakte en afstapte. Pas na 75 kilometer slaagde een vlucht er in meer dan een halve minuut weg te rijden. Er reden elf renners weg: Tanel Kangert, Stef Clement, Jarlinson Pantano, Kristijan Đurasek, Tony Gallopin, Rafal Majka, Peter Sagan, Domenico Pozzovivo, Steve Morabito, Ilnur Zakarin en Brice Feillu. Later voegden Aleksej Loetsenko, Greg Van Avermaet en Thomas Voeckler zich daar nog bij. Een trio bestaande uit Julian Alaphilippe, Serge Pauwels en Alberto Losada probeerde dit ook, maar slaagde hier niet in. De kopgroep bleef bijeen tot de voet van de twee grote beklimmingen van de dag. Peter Sagan kwam als eerste over de streep bij de tussensprint en verdiende met deze actie zoveel punten, dat hij in het klassement om de groene trui niet meer kon worden gepasseerd.
Op de Col de la Forclaz liet Sagan de rest van de groep gaan en kwam de eerste aanval van Gallopin en Loetsenko. Gallopin hield dit niet lang vol en ook Loetsenko werd voor de top weer bijgehaald door een inmiddels uitgedunde kopgroep. Majka kwam als eerste over de top en verstevigde hiermee zijn koppositie in het bergklassement. In de afdaling brak de groep nog verder en uiteindelijk begonnen de Pool Majka, de Rus Zakarin en de Colombiaan Pantano als eerste aan de slotklim naar Finhaut Emosson. Op 3 kilometer onder de top demarreerde Zakarin en even later kon Majka het tempo van Pantano niet meer bijhouden. Pantano slaagde er niet meer in Zakarin bij te halen en de Rus kwam als eerste over de streep.
Het peloton bleef tot de voet van de Col de la Forclaz bijeen, waarna al snel een verbrokkeling plaatsvond. De klassementsrenners bleven lang bij elkaar en begonnen met 10 minuten achterstand aan de slotklim. Door tempoversnellingen van onder andere Alejandro Valverde en een demarrage van Richie Porte kon uiteindelijk Bauke Mollema het tempo niet bijhouden. Chris Froome maakte het sprongetje naar Porte. Een actie waarop Nairo Quintana en de andere volgers geen antwoord hadden. Adam Yates maakte vervolgens tempo om tijd te pakken op Mollema, die uiteindelijk 32 seconden tijdverlies ten opzichte van Yates opliep, maar nog wel zijn tweede plaats in het klassement behield. Grootste verliezer in de top tien van het klassement was Tejay van Garderen die een slechte dag had en meer dan 18 minuten en negen plaatsen in het klassement moest prijsgeven.

### Tussensprint
| Tussensprint Martigny na 150 km |                    |        |
| Plaats                          | Naam               | Punten |
| Winnaar                         | Peter Sagan        | 20     |
| 2                               | Greg Van Avermaet  | 17     |
| 3                               | Brice Feillu       | 15     |
| 4                               | Stef Clement       | 13     |
| 5                               | Aleksej Loetsenko  | 11     |
| 6                               | Jarlinson Pantano  | 10     |
| 7                               | Tanel Kangert      | 9      |
| 8                               | Thomas Voeckler    | 8      |
| 9                               | Kristijan Đurasek  | 7      |
| 10                              | Domenico Pozzovivo | 6      |
| 11                              | Rafał Majka        | 5      |
| 12                              | Ilnoer Zakarin     | 4      |
| 13                              | Tony Gallopin      | 3      |
| 14                              | Steve Morabito     | 2      |
| 15                              | Serge Pauwels      | 1      |

### Bergsprints
| Beklimming Côte de Saanenmöser na 72,5 km | Beklimming Côte de Saanenmöser na 72,5 km | 3e cat. 6,6 km à 4,8% | 3e cat. 6,6 km à 4,8% |
| Plaats                                    | Naam                                      | Punten                |                       |
| Winnaar                                   | Rafał Majka                               | 2                     |                       |
| 2                                         | Peter Sagan                               | 1                     |                       |

| Beklimming Col des Mosses na 105 km | Beklimming Col des Mosses na 105 km | 3e cat. 6,4 km à 4,4% | 3e cat. 6,4 km à 4,4% |
| Plaats                              | Naam                                | Punten                |                       |
| Winnaar                             | Rafał Majka                         | 2                     |                       |
| 2                                   | Jarlinson Pantano                   | 1                     |                       |

| Beklimming Col de la Forclaz na 166,5 km | Beklimming Col de la Forclaz na 166,5 km | 1 cat. 13 km à 7,9% | 1 cat. 13 km à 7,9% |
| Plaats                                   | Naam                                     | Punten              |                     |
| Winnaar                                  | Rafał Majka                              | 10                  |                     |
| 2                                        | Thomas Voeckler                          | 8                   |                     |
| 3                                        | Steve Morabito                           | 6                   |                     |
| 4                                        | Stef Clement                             | 4                   |                     |
| 5                                        | Kristijan Đurasek                        | 2                   |                     |
| 6                                        | Domenico Pozzovivo                       | 1                   |                     |

| Beklimming Finhaut-Emosson na 185,5 km | Beklimming Finhaut-Emosson na 185,5 km | HC cat. 10,4 km à 8,4% | HC cat. 10,4 km à 8,4% |
| Plaats                                 | Naam                                   | Punten                 |                        |
| Winnaar                                | Ilnoer Zakarin                         | 50                     |                        |
| 2                                      | Jarlinson Pantano                      | 40                     |                        |
| 3                                      | Rafał Majka                            | 32                     |                        |
| 4                                      | Kristijan Đurasek                      | 28                     |                        |
| 5                                      | Brice Feillu                           | 24                     |                        |
| 6                                      | Thomas Voeckler                        | 20                     |                        |
| 7                                      | Domenico Pozzovivo                     | 16                     |                        |
| 8                                      | Stef Clement                           | 12                     |                        |
| 9                                      | Steve Morabito                         | 8                      |                        |
| 10                                     | Richie Porte                           | 4                      |                        |

## Uitslagen
| Rituitslag Bern naar Finhaut Emosson (185,5 km) |                    |                        |          |
| Plaats                                          | Naam               | Ploeg                  | Tijd     |
| Winnaar                                         | Ilnoer Zakarin     | Team Katjoesja         | 4u36'33" |
| 2                                               | Jarlinson Pantano  | IAM Cycling            | + 55"    |
| 3                                               | Rafał Majka        | Tinkoff                | + 1'26"  |
| 4                                               | Kristijan Đurasek  | Lampre-Merida          | + 1'32"  |
| 5                                               | Brice Feillu       | Fortuneo-Vital Concept | + 2'33"  |
| 6                                               | Thomas Voeckler    | Direct Énergie         | + 2'46"  |
| 7                                               | Domenico Pozzovivo | AG2R La Mondiale       | + 2'50"  |
| 8                                               | Stef Clement       | IAM Cycling            | + 2'57"  |
| 9                                               | Steve Morabito     | FDJ                    | + 4'38"  |
| 10                                              | Richie Porte       | BMC Racing Team        | + 7'59"  |
|                                                 |                    |                        |          |
| 27                                              | Greg Van Avermaet  | BMC Racing Team        | + 10'52" |

| Strijdlustigste renner |                   |             |
|                        | Naam              | Ploeg       |
|                        | Jarlinson Pantano | IAM Cycling |

## Klassementen
| Algemeen Klassement |                    |                     |           |
| Plaats              | Naam               | Ploeg               | Tijd      |
| Gele trui           | Chris Froome       | Team Sky            | 77u25'10" |
| 2                   | Bauke Mollema      | Trek-Segafredo      | + 2'27"   |
| 3                   | Adam Yates         | Orica-BikeExchange  | + 2'53"   |
| 4                   | Nairo Quintana     | Movistar Team       | + 3'27"   |
| 5                   | Romain Bardet      | AG2R La Mondiale    | + 4'15"   |
| 6                   | Richie Porte       | BMC Racing Team     | + 4'27"   |
| 7                   | Alejandro Valverde | Movistar Team       | + 5'19"   |
| 8                   | Fabio Aru          | Astana Pro Team     | + 5'35"   |
| 9                   | Daniel Martin      | Etixx-Quick Step    | + 5'50"   |
| 10                  | Louis Meintjes     | Lampre-Merida       | + 6'07"   |
|                     |                    |                     |           |
| 30                  | Serge Pauwels      | Team Dimension Data | + 56'08"  |

| Ploegenklassement |                  |            |
| Plaats            | Ploeg            | Tijd       |
|                   | Movistar Team    | 232u22'54" |
| 2                 | Team Sky         | + 2'20"    |
| 3                 | BMC Racing Team  | + 14'48"   |
| 4                 | AG2R La Mondiale | + 38'31"   |
| 5                 | Astana Pro Team  | + 39'38"   |
| 6                 | Trek-Segafredo   | +1u11'17"  |
| 7                 | Tinkoff          | +1u20'45"  |
| 8                 | Team Katjoesja   | +1u31'02"  |
| 9                 | IAM Cycling      | +1u32'42"  |
| 10                | FDJ              | +1u43'34"  |

### Nevenklassementen
| Puntenklassement |               |                  |        |
| Plaats           | Naam          | Ploeg            | Punten |
| Groene trui      | Peter Sagan   | Tinkoff          | 425    |
| 2                | Marcel Kittel | Etixx-Quick Step | 228    |
| 3                | Bryan Coquard | Direct Énergie   | 156    |

| Bergklassement |                 |                |        |
| Plaats         | Naam            | Ploeg          | Punten |
| Bolletjestrui  | Rafał Majka     | Tinkoff        | 173    |
| 2              | Thomas De Gendt | Lotto Soudal   | 90     |
| 3              | Ilnoer Zakarin  | Team Katjoesja | 78     |

| Jongerenklassement |                 |                    |           |
| Plaats             | Naam            | Ploeg              | Tijd      |
| Witte trui         | Adam Yates      | Orica-BikeExchange | 77u28'03" |
| 2                  | Louis Meintjes  | Lampre-Merida      | + 3'14"   |
| 3                  | Warren Barguil  | Team Giant-Alpecin | + 30'12"  |
|                    |                 |                    |           |
| 5                  | Wilco Kelderman | Team LottoNL-Jumbo | +1u03'46" |
| 15                 | Jasper Stuyven  | Trek-Segafredo     | +2u44'00" |

## Uitvallers
Mark Cavendish (niet gestart)

 Rohan Dennis (niet gestart)

 Gorka Izagirre

 Borut Božič